# David Chassé
Pour les articles homonymes, voir Chassé (homonymie).
Le baron David Hendrik Chassé, né le 18 mars 1765 à Thiel (Gueldre), mort le 2 mai 1849 à Bréda, est un général néerlandais qui fut au service de la Grande Armée de Napoléon Bonaparte, puis des forces armées du royaume uni des Pays-Bas après la chute du Premier Empire français. Il combat notamment lors de la bataille de Waterloo, cette fois aux côtés de la septième coalition.
Il joue ensuite un rôle majeur lors de la révolution belge en étant dirigeant des forces néerlandaises et orangistes à Anvers.

## Jeunesse
Fils d'un major de l'infanterie au régiment de Munster. Il est descendant d'une famille originaire de France qui se fixe dans les Provinces-Unies, à la suite de la révocation de l'édit de Nantes. Il entre dans l'(l'armée des États (en)) en tant que cadet en 1775, est nommé lieutenant en 1781, et capitaine en 1787.

## Soldat des armées révolutionnaires françaises
Après la révolution batave de 1787 pendant laquelle il s'attache au parti des patriotes, ce qui lui vaut d'être chassé de l'armée des Provinces-Unies, il s'expatrie et prend du service dans les armées françaises, en tant que capitaine de chasseurs à pied de la Légion Franche Étrangère, avant d'obtenir en 1793, le grade de lieutenant-colonel dans la Légion batave. Il se distingue aux batailles de Mouscron, de Willemstad et de Hooglede, rentre dans sa patrie en 1795, avec l'armée de Pichegru et la quitte bientôt pour faire les campagnes d'Allemagne en 1796, sous les ordres du général Daendels. Les Britanniques ayant fait en 1799 une descente sur les côtes de la Hollande, le colonel Chassé commande un corps de chasseurs bataves, qui se bat pendant plusieurs heures avec acharnement contre les troupes britanniques beaucoup plus nombreuses à la bataille de Callantsoog (ou Groote Keeten). Il assiste aussi aux batailles de Alkmaar, de Bergen, et de Castricum.
Il assiste au siège de Wurtzbourg, reprend une batterie sur les Autrichiens, et fait quatre cents prisonniers lors de l'affaire du 27 décembre 1800. Il est nommé colonel en 1803 et général-major en 1806.

## Général d’Empire

### Guerre d'Espagne
Il sert dans la guerre contre la Prusse en 1805 et 1806, sous les ordres du général Jean-Baptiste Dumonceau. Mais c'est surtout dans la guerre d'Espagne que le général Chassé se fait remarquer, et donne des preuves de la plus grande intrépidité. Par là il commande la Brigade hollandaise de 1808 à 1810 et puis une brigade française. Pour récompenser les services qu'il vient de rendre, le roi Louis Bonaparte le crée baron avec une dotation de trois mille florins sur ses domaines, et le nomme commandant de l'ordre de l'Union. Pendant les six années qu'a duré cette guerre meurtrière, le général Chassé est toujours resté en Espagne, et s'est trouvé aux batailles de Durango, de Mesas de Ibor, de Talavera de la Reyna, d'Almonacid, où il contribue puissamment au succès de cette journée et d'Ocaña.
Après la réunion du royaume de Hollande au Premier Empire français en 1810, il entre au service de la France, d'abord avec le grade de général de brigade, et commande une brigade française. Il se distingue encore pendant la bataille du col de Maya dans les Pyrénées, où il sauve le corps d'armée du comte d'Erlon, à la tête des 8e, 28e et 34e de ligne, et du 16e d'infanterie légère. La décoration d'officier de la Légion d'honneur est la récompense de ce fait d'armes, et le duc de Dalmatie, Soult, demande pour lui le grade de lieutenant-général qu'il obtient finalement en quittant le service de France.
Napoléon Ier qui le surnomme le « général Baïonnette », à cause de l'usage fréquent et heureux qu'il fait de cette arme, le fait baron de l'Empire par décret du 30 juin 1811. Au mois de janvier 1813, il reçoit l'ordre de partir en poste avec ses quatre régiments, pour aller rejoindre la Grande Armée aux environs de Paris.

### Campagnes d’Allemagne et de France (1814)
Le 27 février, il attaque avec les débris de ces régiments, une colonne de 6 000 Prussiens, soutenue par une batterie de six pièces de canon en position sur un plateau près de Bar-sur-Aube, et après la retraite de l'infanterie, il soutient à trois reprises les attaques les plus opiniâtres de la cavalerie. Il est blessé à cette affaire et dans les deux campagnes de 1813 et 1814, il a trois chevaux tués et deux blessés.

## Général de l’armée du royaume des Pays-Bas
Après la première capitulation de Paris, il rentre dans ce qui est devenu le royaume uni des Pays-Bas dont le nouveau roi, Guillaume Ier d'Orange-Nassau l'admet dans son armée le 20 avril 1814, avec le grade de lieutenant-général.
À la bataille de Waterloo en 1815, le général Chassé dirige la 3e division belgo-néerlandaise, d'abord placée en réserve sur l'aile droite de l'armée alliée. Vers 20 heures, voyant la Moyenne Garde se diriger sur une batterie britannique qui a interrompu son feu, faute de munitions, il fait avancer au galop une batterie de l'artillerie volante sous les ordres du capitaine Krahmer. Laquelle force les assaillants à se retirer en désordre, laissant le plateau du mont Saint-Jean couvert de morts et de blessés. Il sut profiter de cet avantage pour exécuter, à la tête de la 1re brigade de la 3e division du colonel Detmers, une charge à la baïonnette qui, coïncidant avec le mouvement général de l'armée britannique au même moment, entraîne une victoire décisive. Wellington a reconnu par une lettre publique, le service rendu dans cette circonstance par cet officier général.
Par la suite, le général Chassé est placé à la tête du 4e grand commandement militaire du royaume des Pays-Bas, dont le quartier général est à Anvers, avec le titre de général d'infanterie.

### Révolution belge

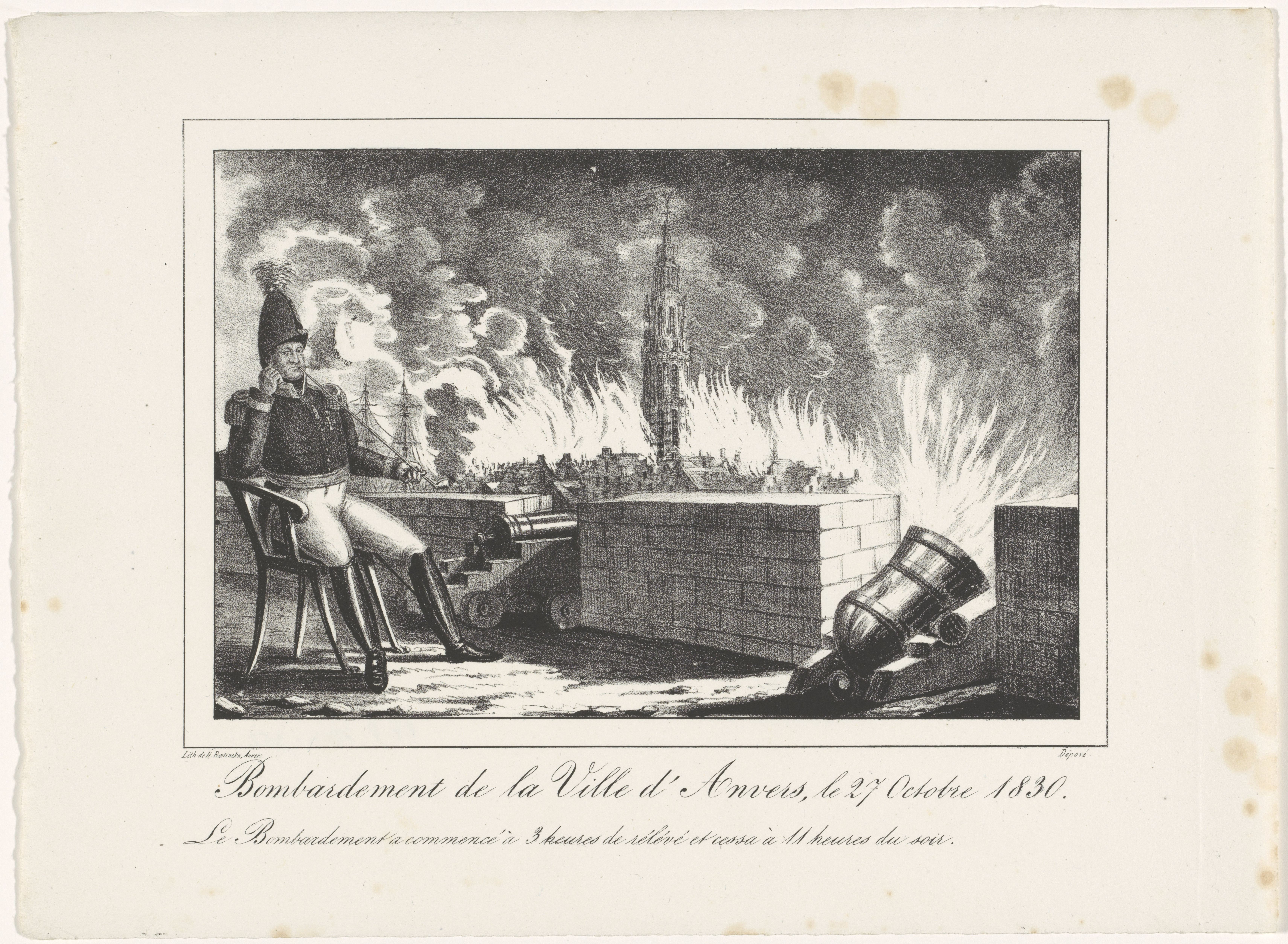
Lithographie de David Chassé durant le bombardement d'Anvers d'octobre 1830.

Pendant l'insurrection de 1830 dans les Pays-Bas méridionaux, il est envoyé à Anvers comme commandant en chef. Le 26 octobre 1830, les troupes de volontaires belges entrent dans la ville. Pour éviter les combats de rue, Chassé ordonne à ses troupes de se retirer dans la citadelle et conclut un cessez-le-feu avec le commandement belge. Les volontaires belges, peu disciplinés, ne respectent pas la trêve et le 27 octobre au matin, ils se remettent à tirer sur les « Néerlandais ». Chassé répugne à bombarder la ville, mais le duc de Saxe-Weimar le lui ordonne.
Les bâtiments échelonnés le long des quais dans l'Escaut, et sur lesquels on tire, répondent par des bordées, et à ce signal, le feu commence depuis la forteresse Tête de Flandre et depuis la citadelle, où le général Chassé fait arborer le drapeau noir. Le bombardement dure depuis quatre heures jusqu'à plus de dix heures du soir. Cet acte, qui cause de graves dégâts et coûte la vie à quatre-vingt-cinq personnes, reçoit l'approbation du roi des Pays-Bas qui envoie au général Chassé la grand-croix de l'ordre militaire de Guillaume. Par ailleurs, la population d'Anvers abandonne toute la sympathie qu'elle peut encore avoir envers les Pays-Bas.
Le 2 août 1831, c'est lui qui rompt l'armistice conclu le 30 octobre 1830 entre les Néerlandais et les Belges (début de la campagne des Dix-Jours).(Les Néerlandais ambitionnant de récupérer la Belgique récemment indépendante). Le (tout récent) roi des Belges Léopold Ier, réclame l'intervention d'une armée française. Cette armée, commandée par le maréchal Gérard, entre en Belgique en effet le 10 août 1831 et dès le 13, les Néerlandais refusent le combat, rentrent dans leurs frontières et la campagne est terminée. En novembre 1832, le maréchal Gérard franchit à nouveau la frontière, et le 19, se trouve sous les murs d'Anvers.
Le 30 novembre 1832, le maréchal Gérard somme le général Chassé de lui livrer la citadelle et, sur son refus, commence le siège. Chassé résiste bravement face à des troupes dix fois supérieures. Après vingt-quatre jours et vingt-cinq nuits d'une lutte acharnée, Chassé capitule le 23 décembre 1832 et est déclaré prisonnier de guerre avec les 5 000 hommes qui composent la garnison. Il est libéré en 1833.
Il obtient sa pension en 1841 et meurt le 2 mai 1849 à Bréda.